# تپه احمد کتی
تپه احمد کتی مربوط به هزاره ۱- دوران‌های تاریخی پس از اسلام است و در جاده بابل به بابلسر واقع شده و این اثر در تاریخ ۲۶ اردیبهشت ۱۳۵۶ با شمارهٔ ثبت ۱۴۰۱ به‌عنوان یکی از آثار ملی ایران به ثبت رسیده است.